# Brunssum

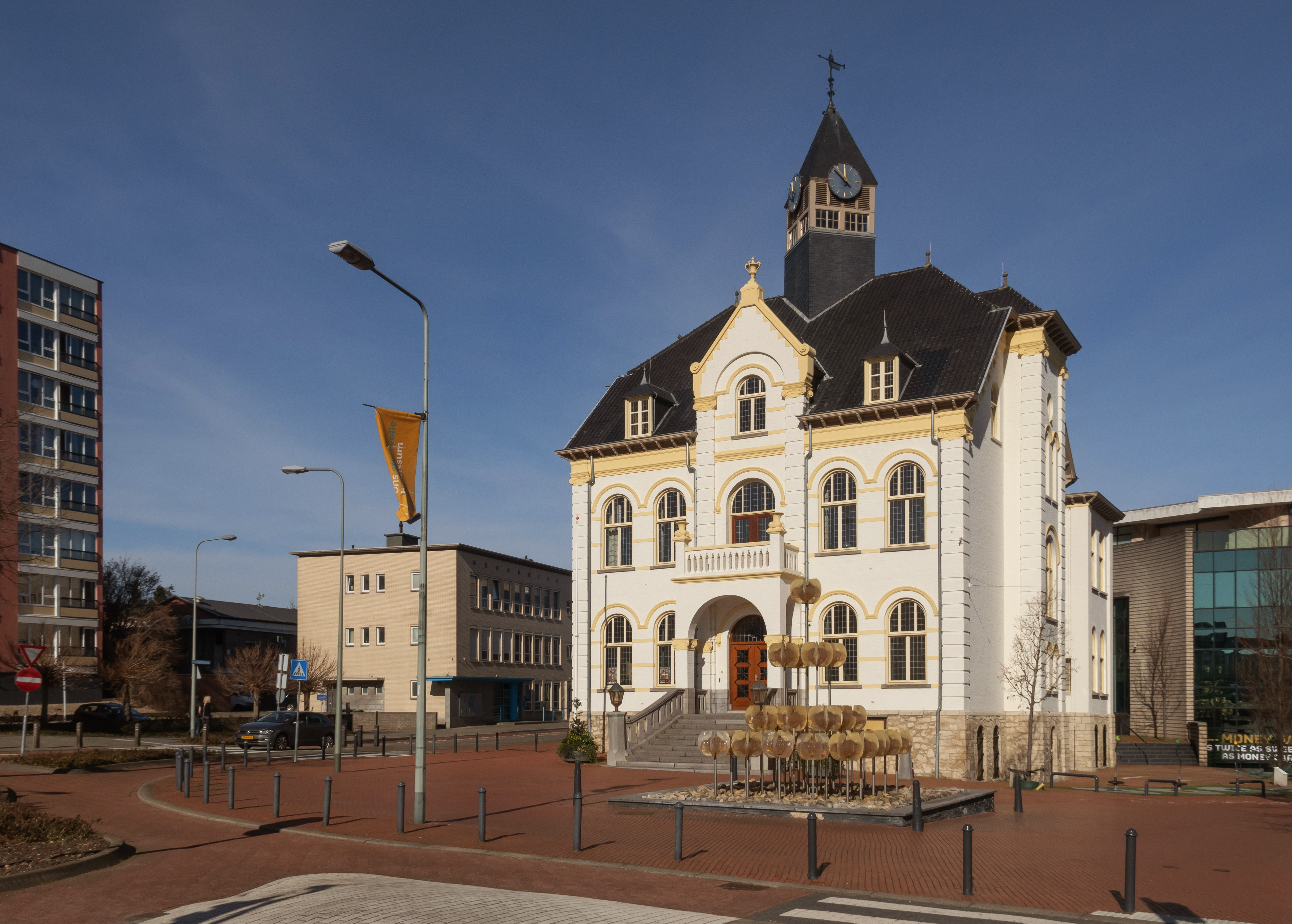
Brunssum, Rathaus

Brunssum (anhörenⓘ) ist eine niederländische Gemeinde und Stadt in der Provinz Limburg. Sie hatte am 1. Januar 2025 laut Angabe des CBS 27.531 Einwohner. Früher als Bergbaugemeinde zu Bedeutung gelangt, ist die Stadt heute vor allem als Standort eines bedeutenden NATO-Stützpunktes bekannt. Die Stadt ist aus verschiedenen Ortskernen wie Brunssum-Altstadt, Rumpen, Treebeek und De Kling hervorgegangen.

## Geografie
Brunssum liegt in der Übergangszone zwischen Nordwesteuropäischer Tiefebene und Rheinischem Schiefergebirge. Das Relief ist leicht hügelig und entstand infolge Erosion von Teilen der anstehenden Erdschichten, deren oberste meist aus dem späten Tertiär stammen und zumeist Sand oder Lösslehmdecken bilden. Die natürliche Vegetation besteht aus atlantischer Heide, insbesondere auf Sandböden, und aus Laubwald im Bereich der Lößböden, die aber nahezu vollständig landwirtschaftlicher Nutzung gewichen sind. Die Heideflächen, großenteils unter Naturschutz stehend, befinden sich überwiegend im Süden und Westen Brussums.

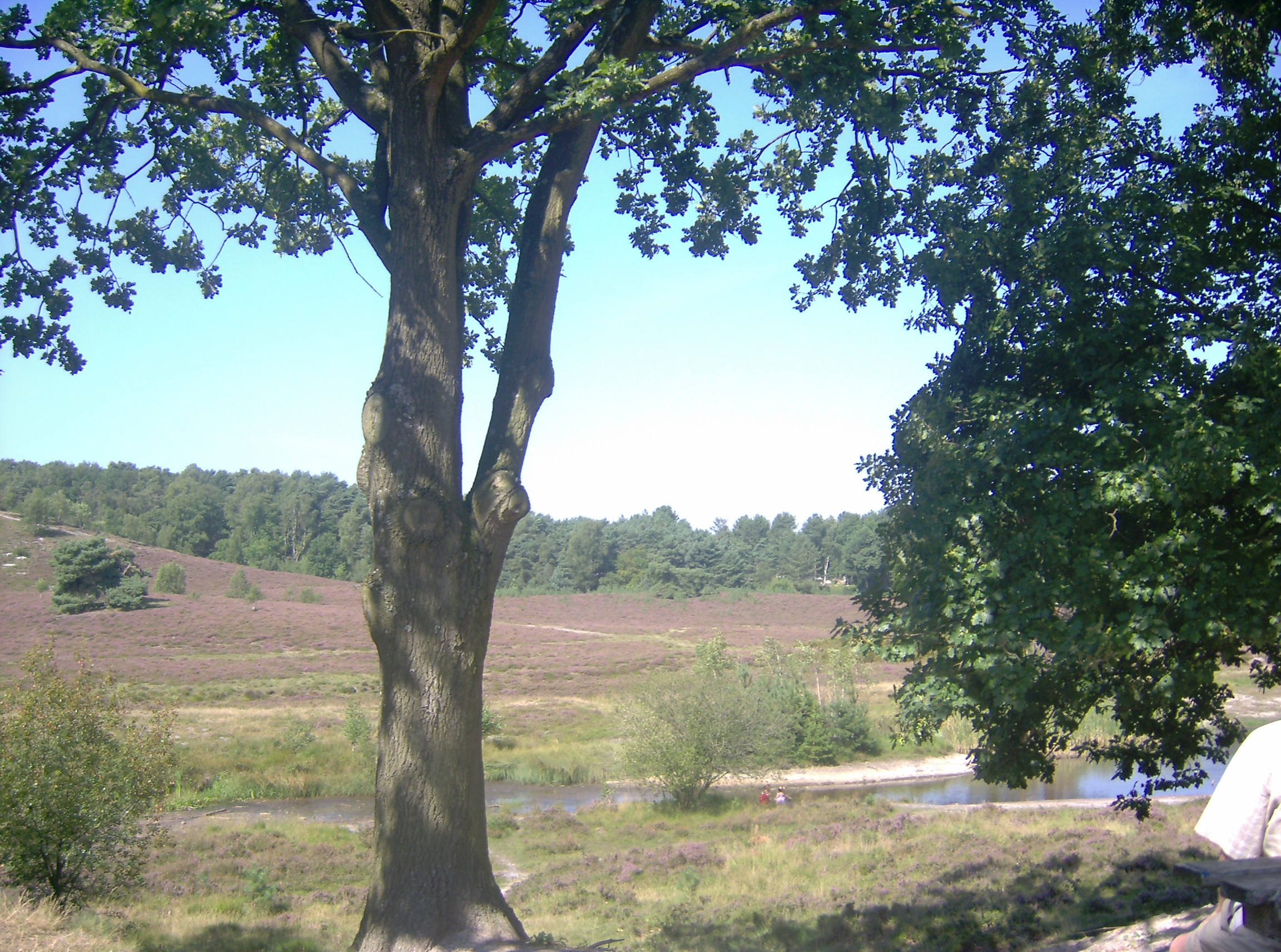
Brunssumer Heide

Das Klima ist ozeanisch geprägt, feucht und gemäßigt.
Im Westen Brunssums fließt von Süden nach Norden der, im Stadtgebiet teilweise kanalisierte oder versiegelte Rodebeek (deutsch Roter Bach), der südlich von Brunssum auf dem Gebiet der Nachbargemeinde Landgraaf im Bereich der Brunssummerheide entspringt, von dort nordwärts fließt und die östlichen Gewerbegebiete Hendrik und Bouwberg vom übrigen Stadtgebiet trennt. Dabei durchläuft der Bach den Schutterspark, ein Naherholungsgebiet und ehemaligem Braunkohlentagebau im Ortsteil Schuttersveld. Anschließend passiert der Bach die auf dem Westufer gelegenen Siedlungen De Egge und Oeloven, um schließlich westlich vom Ortsteil, der auch den Namen des Flusses trägt, das Gebiet der Nachbargemeinde Schinveld zu erreichen. Später fließt der Bach in den Geleenbeek, der wiederum ein Nebenfluss der Maas ist.

### Nachbargemeinden
| Beekdaelen                     | Onderbanken        | Gangelt (D)               |
| Heerlen (Stadtteil Hoensbroek) |                    | Geilenkirchen-Teveren (D) |
| Heerlen                        | Heerlen; Landgraaf | Landgraaf                 |

## Geologie
Die geologische Beschaffenheit des Untergrundes im Stadtbereich von Brunssum begünstigte vor allem im 20. Jahrhundert in besonderem Maße die Entwicklung des Ortes zu einer Bergbau- und Industriestadt, da Steinkohle, Braunkohle und Quarzsand in abbauwürdigen Lagerstätten vorkommen und seit dem frühen 20. Jahrhundert erschlossen wurden.

### Sedimentdecke
Die oberste geologische Schicht besteht im Wesentlichen aus tertiären und quartären Sedimenten (Sand, Lehm), teils von den urzeitlichen Strömen Rhein und Maas hier abgelagert, teils als periglaziale, äolische Ablagerungen vom Wind abgesetzt (Löss). In weiten Teilen des Stadtgebietes ist vor allem durch den Bergbau und spätere Rekultivierung die Oberfläche vom Menschen überformt. Insbesondere im Bereich der ehemaligen Staatsmijn Hendrik und der Teverener Heide und Brunssumer Heide sind weite Flächen durch Abgrabung und Haldenaufschüttung überformt worden.
Zwischen Sand, Kies und Ton finden sich in den Sedimentschichten nördlich der Feldbiss-Verwerfung auch Braunkohleflöze, die phasenweise auch abgegraben wurden. Außerdem findet man diverse Sorten Sand und auch Ton, der ehedem vor allem für die Ziegelsteinherstellung genutzt wurde, der jedoch bereits in prähistorischer Zeit zum Töpfern von Gebrauchsgegenständen und Vorratsgefäßen durch die Kultur der Bandkeramiker Verwendung fand.

### Grundgebirge
Unter den Sedimentdecken befinden sich nach Norden in immer größere Tiefe einfallend, Kalk- und Mergelschichten aus der Kreidezeit, worunter sich dann geschieferte Gesteinsschichten aus dem Zeitalter des Karbon anschließen. Diese führen eine Anzahl bedeutender Steinkohleflöze, viele davon mit durchaus abbauwürdiger Mächtigkeit von über einem und teils über zwei Metern. Die bedeutendsten Flöze bestehen überwiegend aus gasreichen Gas-, Flamm- und Fettkohlen. Die Steinkohlenflöze liegen in Tiefen von über 100 bis zu 900 Metern Tiefe. Die Braunkohlenflöze dagegen befinden sich in den Schichten des Tertiär und somit meist sehr dicht unter der Oberfläche. Gleiches gilt für die Quarzsandvorkommen.

### Tektonik
Brunssum wird von Südosten nach Nordwesten von einer bedeutenden geologische Störung, dem so genannten Feldbiss durchzogen. Diese Verwerfung ist tektonisch noch aktiv. Außerdem stellte zur Zeit des Bergbaus die Bruchlinie ein erhebliches Hindernis für den Steinkohlenbergbau dar. Braunkohle findet man hauptsächlich nördlich und nordwestlich dieser Linie. Der Feldbiss ist eine der Hauptverwerfungslinien zwischen der Norddeutschen Tiefebene beziehungsweise der Niederrheinischen Bucht und dem Rheinischen Schiefergebirge beziehungsweise der Eifel. Sie ist die Südliche Hauptverwerfungslinie des Rurgrabens.

## Geschichte
Es gibt Indizien für eine vorgeschichtliche Besiedlung der Region um Brunssum wie sie auch für die benachbarten Orte Heerlen und Landgraaf nachgewiesen wurde. Allerdings ist darüber nur wenig bekannt. Antike und Mittelalterliche Erwähnungen oder Funde lassen auf eine weitgehend ununterbrochene Besiedlung des Stadtgebietes von Brunssum seit etwa 2000 Jahren schließen.
Bis Anfang des 20. Jahrhunderts war Brunssum eine kleine Ortschaft, deren Einwohner zur Hauptsache von der Landwirtschaft lebten. Nach der Gründung der staatlichen Minen in diesem Teil der Niederlande wuchs die Zahl der Bevölkerung durch die Einwanderung von Menschen aus den übrigen Teilen der Niederlande und Gastarbeitern aus Südeuropa und Nordafrika sehr schnell an. Für Brunssum war insbesondere die Zeche Hendrik, die die größte Menge aller niederländischen Bergwerke förderte, Dreh- und Angelpunkt aller städtischen Entwicklung seit dem Ersten Weltkrieg. Auch die Staatsmijn Emma in Hoensbroek lag im Grenzgebiet zwischen dem heutigen Brunssum und dem heutigen Heerlen bei Treebeek und beeinflusste ebenfalls die Entwicklung Brunssums. Heute befindet sich auf dem Gelände der ehemaligen Grube Emma ein immenses Neubaugebiet mit Geschäften, Wohnsiedlungen, Parks, Gewerbepark und Verkehrswegen – ein komplett neuer Stadtteil der neuesten Generation niederländischen Siedlungs- und Städtebaus. Das Terrain der Zeche Hendrik ist hingegen überwiegend durch ein Hauptquartier der NATO (AFNORTH) einer neuen Nutzung zugeführt worden.

## Politik

### Kollegium von Bürgermeister und Beigeordneten
Die Koalition für die Legislaturperiode 2018–2022 besteht aus den Lokalparteien Brunssumse Christen Democraten, Burger Belangen Brunssum Lijst Palmen, Lijst Borger und Progressief Akkoord. Die Koalitionsparteien stellen dem Kollegium jeweils einen Beigeordneten bereit, die Partei Progressief Akkoord dagegen fügt zwei Beigeordnete hinzu. Folgende Personen gehören zum Kollegium und sind in folgenden Bereichen zuständig:
| Funktion           | Name               | Partei                                | Ressort | Anmerkung                               |
| ------------------ | ------------------ | ------------------------------------- | --- | --------------------------------------- |
| Bürgermeisterin    | Wilma van der Rijt | CDA                                   | allgemeine Sachen, Bevölkerung/bürgerlicher Stand, Feuerwehr, Vollstreckung und Überwachung, öffentlicher Ordnung und Sicherheit, Aufklärung und Kommunikation, interne Angelegenheiten, Personal und Organisation, regionale und (inter)nationale Sachen, Integritätspolitik, Genehmigungen, individuelle Verarbeitung von Abwässern                                                  | seit dem 11. März 2020 im Amt           |
| Beigeordnete       | Jo Palmen          | Burger Belangen Brunssum Lijst Palmen | Beigeordneter für den Bezirk Centrum, Projekt Oostflank inklusive Grundprobleme, Wohnungswesen, Raumplanung, öffentliche Arbeit inklusive Verkehr, Grundprobleme, Besitztümer, Denkmäler-Politik, Masterplan Centrum, Müll, Masterplan Treebeek, Umwelt (Bodenpflege und Asbest) | erster stellvertretender Bürgermeister  |
| Beigeordnete       | Servie L’Espoir    | Progressief Akkoord                   | Beigeordneter für den Bezirk Zuid, kommunales Gesundheitsamt, Gesundheitspflege, Jugendarbeit, Behindertenpolitik, ehrenamtliche Tätigkeit, Armutspolitik, Schuldnerberatung, Kreditbank, Kinderbetreuung, Kinderkrippe, Sozialhilfegesetz, Koordination des gesellschaftlichen Kompetenzbereiches, Arbeitsmarktpolitik, Arbeitgeber-Servicestelle, Gesetz für soziale Arbeitsfürsorge | zweiter stellvertretender Bürgermeister |
| Beigeordnete       | Carolus de Rijck   | Brunssumse Christen Democraten        | Beigeordneter für den Bezirk Noord, Kundenwerbung, wirtschaftliche Angelegenheiten, Wirtschaft und Arbeitsmöglichkeit, Alsdorf, Gemeinschaftshäuser, Informationsmanagement, Markt, Kirmes, Musikschule, Erholung und Tourismus, Spielplätze und öffentliche Spielmöglichkeiten, Sport und Veranstaltungen, Bibliothek                                                                 | dritter stellvertretender Bürgermeister |
| Beigeordnete       | Hugo Janssen       | Lijst Borger                          | Beigeordneter für den Bezirk West, Koordination der bezirksgezielten Arbeit, Einbürgerung, Antidiskriminierung, funktionaler Analphabetismus, bessere Nachbarn, gesellschaftliche Angelegenheiten, Vereine, Kultur (inklusive Parade), Jugend | vierter stellvertretender Bürgermeister |
| Beigeordnete       | Math Houben        | Progressief Akkoord                   | Beigeordneter für den Bezirk Oost, Nachhaltigkeit und Umweltpolitik, Finanzen, Bildungsrückstand-Politik, Masterplan Treekbeek, Masterplan Centrum, Bildung inklusive Schulen, Schutterspark | fünfter stellvertretender Bürgermeister |
| Gemeindesekretärin | Ellen Dielissen    | –                                     | – | seit Januar 2014 im Amt                 |

### Sitzverteilung im Gemeinderat
Der Gemeinderat wird seit 1981 folgendermaßen gebildet:
| Partei                                | Sitze a | Sitze a | Sitze a | Sitze a | Sitze a | Sitze a | Sitze a | Sitze a | Sitze a | Sitze a | Sitze a |
| Partei                                | 1981 b  | 1986    | 1990    | 1994    | 1998    | 2002    | 2006    | 2010    | 2014    | 2018    | 2022    |
| ------------------------------------- | ------- | ------- | ------- | ------- | ------- | ------- | ------- | ------- | ------- | ------- | ------- |
| Progressief Akkoord Brunssum          | 2       | 1       | 2       | 4       | 5       | 3       | 3       | 3       | 3       | 4       | 5       |
| Lijst Borger                          | 7       | 6       | 6       | 6       | 4       | 5       | 3       | 2       | 2       | 2       | 5       |
| VVD                                   | 0       | 1       | 0       | 1       | 2       | 4       | 3       | 3       | 3       | 3       | 4       |
| Burger Belangen Brunssum Lijst Palmen | –       | –       | –       | 1       | 1       | 2       | 1       | 3       | 4       | 5       | 4       |
| PvdA                                  | 3       | 5       | 3       | 2       | 2       | 1       | 6       | 3       | 3       | 2       | 2       |
| SP                                    | –       | –       | 0       | –       | 2       | 2       | –       | –       | 2       | 2       | 1       |
| CDA                                   | 8       | 6       | 4       | 3       | 3       | 3       | 2       | 2       | 2       | 1       | 0       |
| Brunssumse Christen Democraten        | –       | –       | 2       | 3       | 2       | 3       | 2       | 2       | 2       | 2       | –       |
| Lijst Huisman-Peeters                 | –       | –       | –       | –       | –       | –       | 1       | 1       | 0       | –       | –       |
| D66                                   | 1       | 1       | 3       | 2       | 1       | –       | –       | 1       | 0       | –       | –       |
| TROTS                                 | –       | –       | –       | –       | –       | –       | –       | 1       | –       | –       | –       |
| Brunssum2000                          | –       | –       | –       | –       | 1       | 0       | –       | –       | –       | –       | –       |
| Centrum Democraten                    | –       | –       | –       | 1       | 0       | –       | –       | –       | –       | –       | –       |
| Lijst Horselenberg                    | –       | 1       | 1       | –       | –       | –       | –       | –       | –       | –       | –       |
| CPN                                   | 2       | –       | –       | –       | –       | –       | –       | –       | –       | –       | –       |
| Gesamt                                | 23      | 21      | 21      | 23      | 23      | 23      | 21      | 21      | 21      | 21      | 21      |

Anmerkungen

## Wirtschaft und Infrastruktur
Nachdem die Wirtschaft Brunssums bis zum Ersten Weltkrieg durchweg landwirtschaftliche geprägt war und nur im kleineren Maßstab Handel und Handwerk betrieben wurden, änderte sich das Bild mit dem Beginn des Bergbaus grundlegend. Ebenso grundlegend wälzte sich während der Herstruktureering, also dem Strukturwandel nach Ende des Steinkohlenbergbaus die Wirtschaftsstruktur hin zum modernen Dienstleistungsstandort.

### Bergbau
Brunssum ist in besonderem Maße durch den Bergbau, insbesondere den Steinkohlenbergbau geprägt worden. Die weitgehend erhaltenen Bergarbeitersiedlungen verleihen Brunssum sein charakteristisches Erscheinungsbild. Neben dem Steinkohlenbergbau spielt beziehungsweise spielte auch der Braunkohlenabbau und die Gewinnung von Steinen und Erden, insbesondere Quarzsand, eine bedeutende Rolle. Teilweise werden ehemalige Tagebaulöcher als Müllkippen genutzt aufgefüllt und schließlich abgedeckt und versiegelt. Entstehendes Faulgas (Deponiegas mit über 50 % Methananteil) wird gesammelt und in Blockheizkraftwerken (BHKW) energetisch verwertet.

#### Steinkohle
In der ersten Hälfte des 20. Jahrhunderts wurde die Region um Kerkrade, Heerlen, Hoensbroek, Brunssum, Eygelshoven und Schaesberg zum Zentrum der niederländischen Steinkohlegewinnung. Die Region wurde auch „Oostelijke Mijnstreek“ genannt (daneben gab es auch einen „Westelijke Mijnstreek“, der von den Gemeinden Beek, Schinnen, Stein und der damals selbstständigen Gemeinde Geleen gebildet wurde).
Nachdem der niederländische Staat in den Besitz einer Anzahl von Bergbaukonzessionen unter anderem für das Feld Hendrik gelangt war und es infolge des gestiegenen Energiebedarfs (auch durch den Ersten Weltkrieg) zu einem Engpass in der niederländischen Energieversorgung gekommen war, intensivierte man den inländischen Bergbau.
Um das Feld Hendrik im Norden der Brunssumer Heide zu erschließen, wurde 1913 mit dem Abteufen der beiden ersten Schächte der Staatsmijn Hendrik begonnen. 1917 förderte die Zeche die erste Kohle.
Drei Schächte (Nummer I, II und IV) errichtete man auf dem ausgedehnten Bergwerksareal im Norden der Brunssumer Heide oder im Süden Brunssums im Stadtteil Rumpen. Schacht III, der als vor allem als Wetterschacht diente, befand sich einige Kilometer südöstlich nahe dem Ort Nieuwenhagen, heute ein Ortsteil der Gemeinde Landgraaf. Schacht IV erreichte 1959 mit 1058 Metern die größte Teufe aller niederländischen Bergwerke. Bereits vor dem Zweiten Weltkrieg legte man auf 700 Metern und auf 855 Metern Teufe Sohlen an. Auf Staatsmijn Hendrik förderten die Bergleute überwiegend gasreiche Fettkohle, aus der Koks gewonnen wurde. Entweichende Grubengase, zeitweilige technische Mängel und menschliche Nachlässigkeiten führten dazu, dass Hendrik die meisten Unglücke aller niederländischen Bergwerke verzeichnete. Das schwerste davon ereignete sich im März 1947 und forderte 13 Todesopfer.
Im Jahre 1963 kam es zum Zusammenschluss der Staatsmijn Emma und der Staatsmijn Hendrik, wobei das Verbundbergwerk Emma-Hendrik genannt wurde. Zehn Jahre später endete der Steinkohlenbergbau in Brunssum. Nach der Stilllegung der Zeche (siehe auch Zechensterben) wurden die Anlagen nach und nach abgebrochen und das Gelände umgenutzt, und dort wurde der NATO-Stützpunkt errichtet, der der wichtigste neue Arbeitgeber werden sollte.

#### Braunkohle
Im Bereich der Stadt Brunssum gab es mehrere Tagebaue, in denen zum Teil Braunkohle gefördert wurde, teils Sand, Kies und Ton. Der Schwerpunkt der Braunkohlegewinnung lag in der Zeit zwischen den beiden Weltkriegen und in den 1950er Jahren.
Der Vijverpark in der Ortsmitte ist ein Relikt eines ehemaligen Tagebaubetriebes. Hier wurde ein unmittelbar unter der Erdoberfläche liegendes Flöz abgebaut. Nach der Stilllegung füllte sich das Loch teilweise mit Wasser. Der entstehende See ist nun der Mittelpunkt eines Parks, der nach dem Gewässer Vijverpark (deutsch Weiherpark) genannt wird. Auch im Osten der Stadt bei Schuttersveld wurde Braunkohle gewonnen und auch hier entstand anstelle der ehemaligen Grube ein Park mit Wasserfläche. Ein wichtiger Gunstfaktor für die Entwicklung des Braunkohlenbergbaus im Raum Brunssum war der sprunghaft gestiegene nationale Bedarf an inländischen Primärenergieressourcen aufgrund der ausgefallenen Importe aus England und Deutschland. Bereits 1911 wurde die Bergerode, Maatschappij tot Exploitatie van Mineralen in Brunssum gegründet. Die Maatschappij tot Exploitatie van Bruinkoolvelden Carisborg zu Heerlen war ebenfalls nahe Brunssum aktiv und war die bedeutendste Firma im Braunkohlenbergbau der Niederlande. Sie entstand am 22. September 1917.

#### Steine und Erden
Sowohl am Rande der Brunssumer Heide als auch im Bereich der ehemaligen Abraumhalden gewinnt die Baustoffindustrie immer noch Sande und Schotter. Weite Teile ehemaliger Abbaugebiete stehen heute unter Naturschutz bzw. verwildern. Diese sind als Teverener Heide (in Deutschland) und Brunssumerheide (Niederlande) attraktive Naherholungsgebiete für die Bevölkerung der umgebenden Ballungsräume beiderseits der Grenze.

### Handel, Gewerbe und Industrie
Neben dem innerstädtischen Einzelhandels- und Dienstleistungsangebot existieren drei Gewerbegebiete in der Stadt: Hendrik und Bouwberg im Osten sowie das Gewerbegebiet am Emmaweg im Stadtteil Treebeek im Südwesten der Stadt.

### Verkehr und Logistik
Mit den Nationalstraßen N 276 Richtung Sittard-Geleen, der N 247 nach Roermond und der N 299 via Landgraaf und Kerkrade nach Herzogenrath besitzt Brunssum Anschluss an das Fernstraßennetz. Mit der Akerstraat (vom Ortsteil Rumpen nach Heerlen), dem Emmaweg und der Akerstraat-Noord (vom Ortsteil Treebeek via Hoensbroek und Heerlerheide nach Heerlen) sowie der N 298 (via Hoensbroek und Nuth nach Valkenburg) sowie der Grenzweg (Richtung Gangelt (D)), der Rimburgerweg (nach Ubach over Worms und Übach-Palenberg (D)).

## Öffentliche Einrichtungen
Brunssum weist überwiegend die typischen öffentlichen Einrichtungen eines Mittelzentrums auf, darunter auch ein Krankenhaus, diverse Schulen, Altenheime, Kindergärten,  ein Schwimmbad und die Gemeindeverwaltung und dergleichen.

### Gesundheitswesen
Das Gesundheitswesen in Brunssum (und der übrigen Parkstad Limburg) wird getragen von einer Stiftung, der Stichting Gezondheidszorg Oostelijk Zuid-Limburg (G.O.Z.L.), einer öffentlich-rechtlichen Trägergemeinschaft. Das Atrium Medisch Centrum Parkstad (Atrium Medizinisches Zentrum Parkstad), ist der Name der unterschiedlichen Krankenhäuser in der Parkstad. Atrium ist ein Teil der Stichting Gezondheidszorg Oostelijk Zuid-Limburg wie auch die Krankenhäuser in Heerlen und Kerkrade. Die Gründer aller Krankenhäuser waren dieselben Herren de Wever und Savelsberg.

### NATO
Des Weiteren liegt in dieser Gemeinde, direkt an der deutsch-niederländischen Grenze, auch das Hauptkommando Allied Joint Force Command Brunssum der NATO. Es befindet sich auf dem Terrain der vormaligen Zeche Hendrik. Ursprünglich sollten auch Teile der Untertageanlagen der Zeche als Atomschutzbunker genutzt werden, doch wurde (offenbar) davon abgesehen. Das vormalige Allied Forces Northern Region HQ (AFNORTH) wurde Mitte 2004 im Rahmen der Einnahme einer neuen NATO-Kommandostruktur zum JFC HQ Brunssum umstrukturiert. Die Soldaten und zivilen Mitarbeiter aus vielen NATO-Staaten prägen heute das Stadtbild Brunssums. Der Natostützpunkt entwickelte sich seit dem Ende des Bergbaus zum wichtigsten Wirtschaftsfaktor in der Stadt. Gleichwohl ist in Brunssum und in der Nachbargemeinde Schinveld eine Bürgerbewegung gegen den Fluglärm durch die AWACS-Frühwarnflugzeuge vom NATO-Flugplatz Geilenkirchen in Teveren (Deutschland) entstanden, die unterstützt durch Umweltschützer und Pazifisten Klagen gegen die NATO anstrengten. Die Stadt ist zudem Sitz der Bundeswehrverwaltungsstelle für die Niederlande.

### Bildung
In der Gemeinde gibt es eine internationale Schule, die AFNorth International School (AIS) des NATO-Stützpunkts mit einer britischen, deutschen, kanadischen und US-amerikanischen Abteilung. Die einzelnen Abteilungen führen für Angehörige der Mitarbeiter und Soldaten im NATO-Dienst Unterrichte gemäß dem entsprechenden Landesschulrecht durch. Durch die gemeinsame Unterbringung werden der mehrsprachige Unterricht sowie gemeinsame kulturelle und sportliche Veranstaltungen gefördert. Die Benennung der Schule als AFCENT International School wurde bei der erneuten Namensänderung des Hauptquartiers 2004 nicht verändert.
Die nächstgelegene Fachhochschule befindet sich im Nachbarort Heerlen und auch in Sittard-Geleen (Hogeschool Zuyd). Die nächsten Universitäten befinden sich in Maastricht (Universität) und Aachen (Rheinisch-Westfälische Technische Hochschule).

## Kultur
Das kulturelle Angebot Brunssums steht im Schatten der benachbarten Orte, die entweder naturräumlich, oder architekturhistorisch oder aber bezüglich des allgemeinen kulturellen Angebotes bedeutender sind. Gleichwohl zeigt Brunssum auch in dieser Hinsicht einige Facetten. Insbesondere der NATO-Stützpunkt mit seinen aus vielen Nationen stammenden Mitarbeitern und Soldaten ist eine wichtige Quelle kultureller Aktivitäten in Brunssum.

### Theater
Ein Theater existiert in Brunssum nicht. Allerdings existiert eine im Wesentlichen aus Laien (meist Mitarbeitern und Soldaten des NATO-Stützpunktes) bestehendes Ensemble, das gelegentlich öffentlich in Erscheinung tritt.

### Musik
Es gibt sinfonische Blasorchester und Chöre in Brunssum und Umgebung. Die Popgruppe Pussycat, die in den Siebzigern ihre größten Erfolge feierte, und ihre als Solokünstlerin ebenfalls bekannte Leadsängerin Toni Willè kommen aus Brunssum.

### Bauwerke
In der Gemeinde Brunssum gibt es sehenswerte Bausubstanz aus dem 20. Jahrhundert, darunter vollständig erhaltene und für die Region typische Bergarbeitersiedlungen. Von sozial- und architekturhistorischer Bedeutung sind insbesondere die früheren Bergarbeiterviertel wie Egge, Rozengaard, Langenberg, Schuttersveld und Treebeek, die überwiegend nach dem Prinzip der Gartenstadt errichtet wurden und ihren ganz eigenen Charakter bis in die Gegenwart behalten haben und zum Teil heute als Ensemble unter Denkmalschutz stehen.
Im alten Zentrum der Gemeinde steht ein Beispiel der Neuen Sachlichkeit, das Gebäude des Grünen Kreuzes aus den 1930er Jahren. Im Ortskern Rumpen findet man die Kirche St. Vincentius à Paolo, die erste Kirche des renommierten niederländischen Architekten Fritz Peutz. Im Nordosten der Gemeinde liegen die Überreste von Schloss bzw. Kasteel Op Genhoes, einem der vielen spätmittelalterlichen und frühneuzeitlichen Komplexe dieser Art in der Region.

### Parkanlagen
- Vijverpark: In unmittelbarer Nähe zum Stadtzentrum ist aus den Resten eines ehemaligen Braunkohlentagebaus ein Park rund um den Namen gebenden Weiher (nl. vijver) entstanden. Er dient der Naherholung.
- Schutterspark: Ebenfalls aus einem ehemaligen Tagebau am Ufer des Rodebeek hervorgegangen, begleitet der Schutterspark und die angrenzenden Wald- und Grünflächen als Naherholungsgebiet den Bachlauf des Rodebeek und trennen damit die Gewerbegebiete im Osten Brunssums von den Wohnsiedlungen.
- Brunssumerheide: Die Brunssumerheide mit typisch atlantischer Heidevegetation steht teilweise unter Naturschutz und dient als Naherholungsgebiet, an dessen Zufahrten eine Anzahl Parkplätze angelegt sind. Eine Golfanlage mit 18 Löchern am Rimburgerweg sowie der Koffiepool (ein Weiher), ein Freibad und ein Campingplatz ergänzen das touristische Angebot.

### Veranstaltungen und Events

#### Parelloop
Jedes Jahr wird in und um Brunssum der Parelloop ausgetragen. Dies ist ein Hindernisrennen, an dem jedes Jahr hunderte von Athleten teilnehmen. Die Teilnehmer kommen aus allen Teilen der Niederlande sowie aus dem Ausland.

#### Internationale Folkloristische Parade
Alle vier Jahre wird in Brunssum eine Parade mit diversen nationalen, internationalen und regionalen Folkloregruppen und -vereinen abgehalten. Brunssum steht dann für einige Tage vollkommen im Zeichen von Auftritten, Konzerten, Workshops und Spielen. Die erste Parade wurde 1953 abgehalten. Sie sollte an die Opfer der katastrophalen Sturmflut im selben Jahr erinnern . Die Tradition wird seither fortgeführt, allerdings wechselte der Turnus der Veranstaltungen.

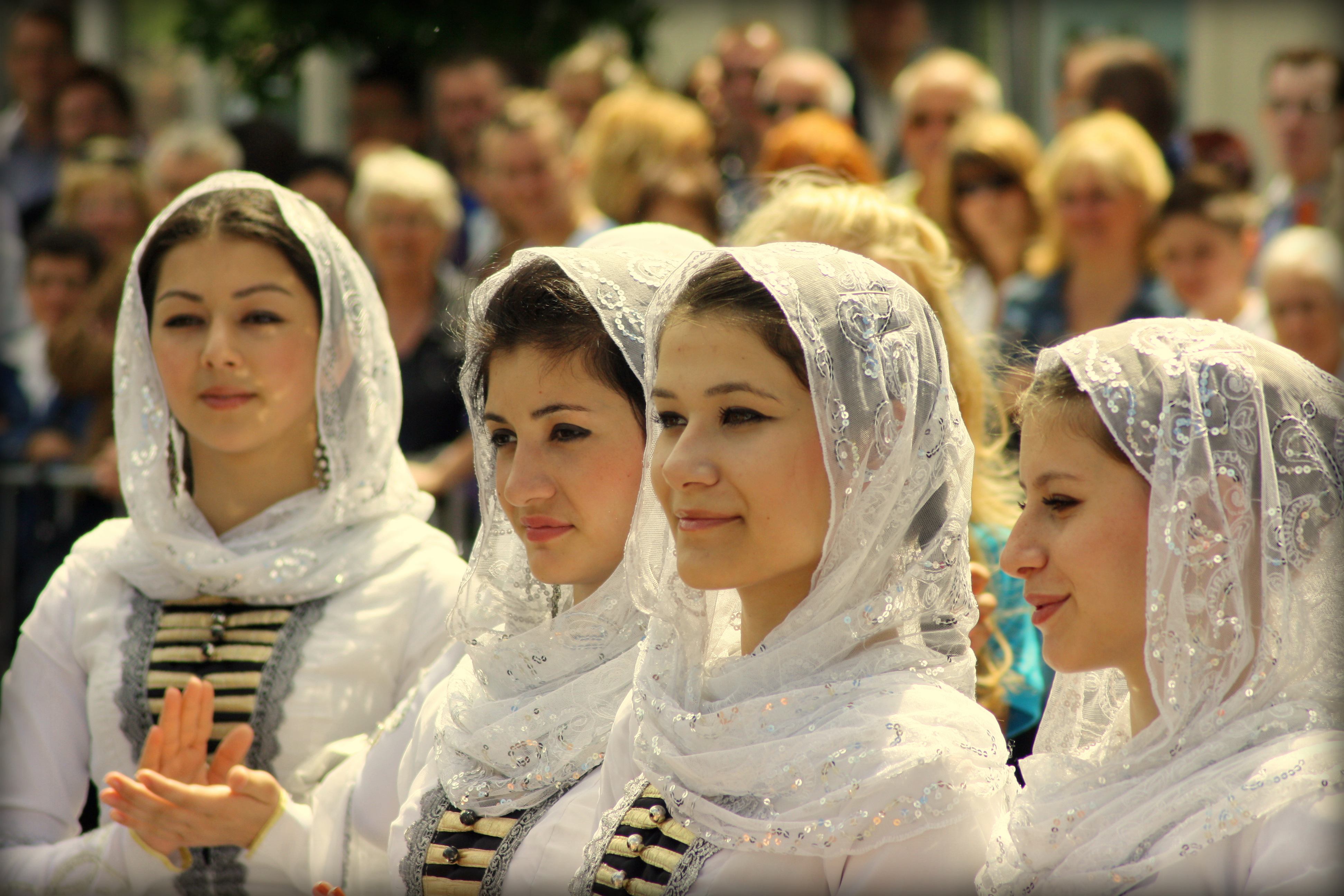
Parade Brunssum 2012
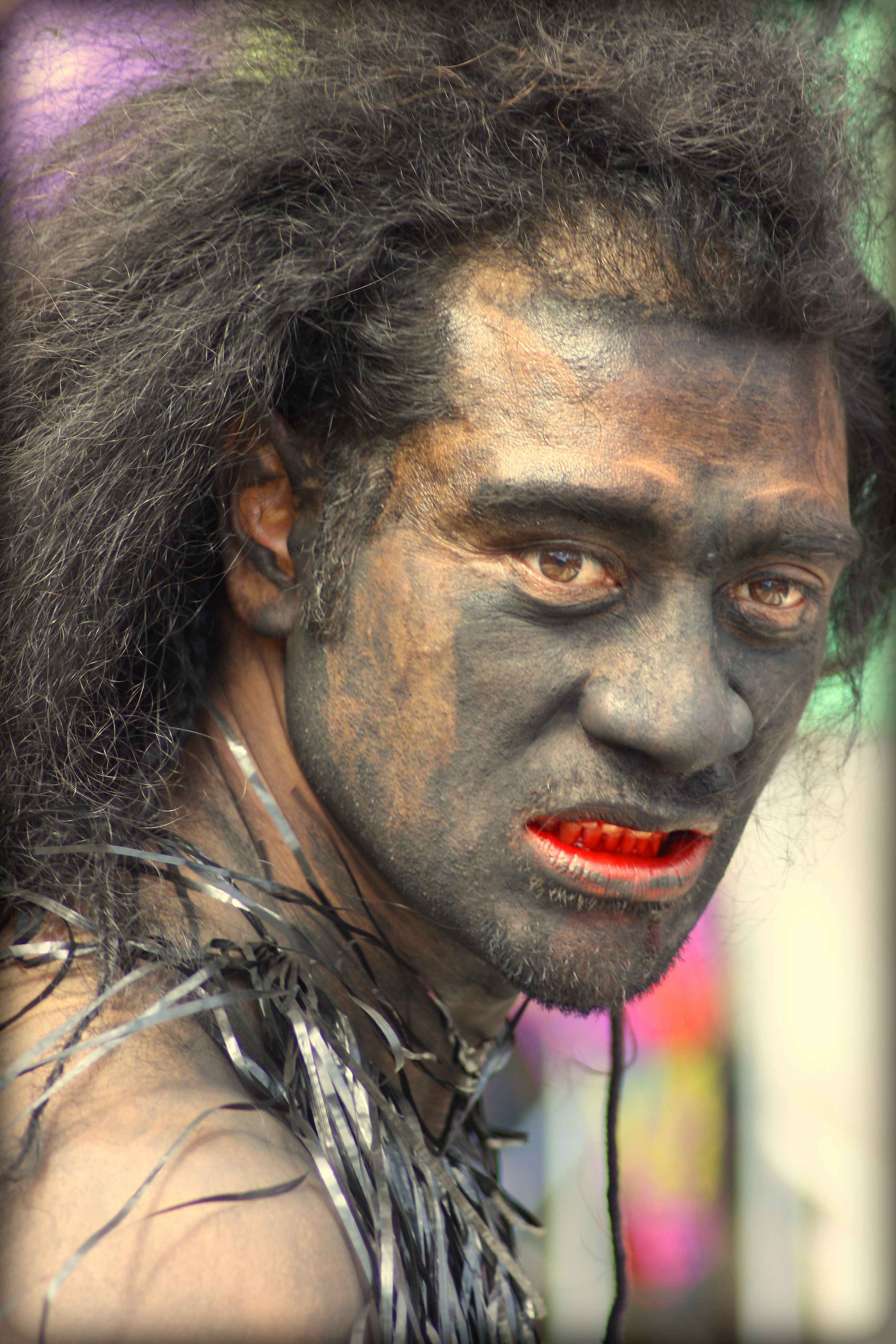
Parade Brunssum 2012
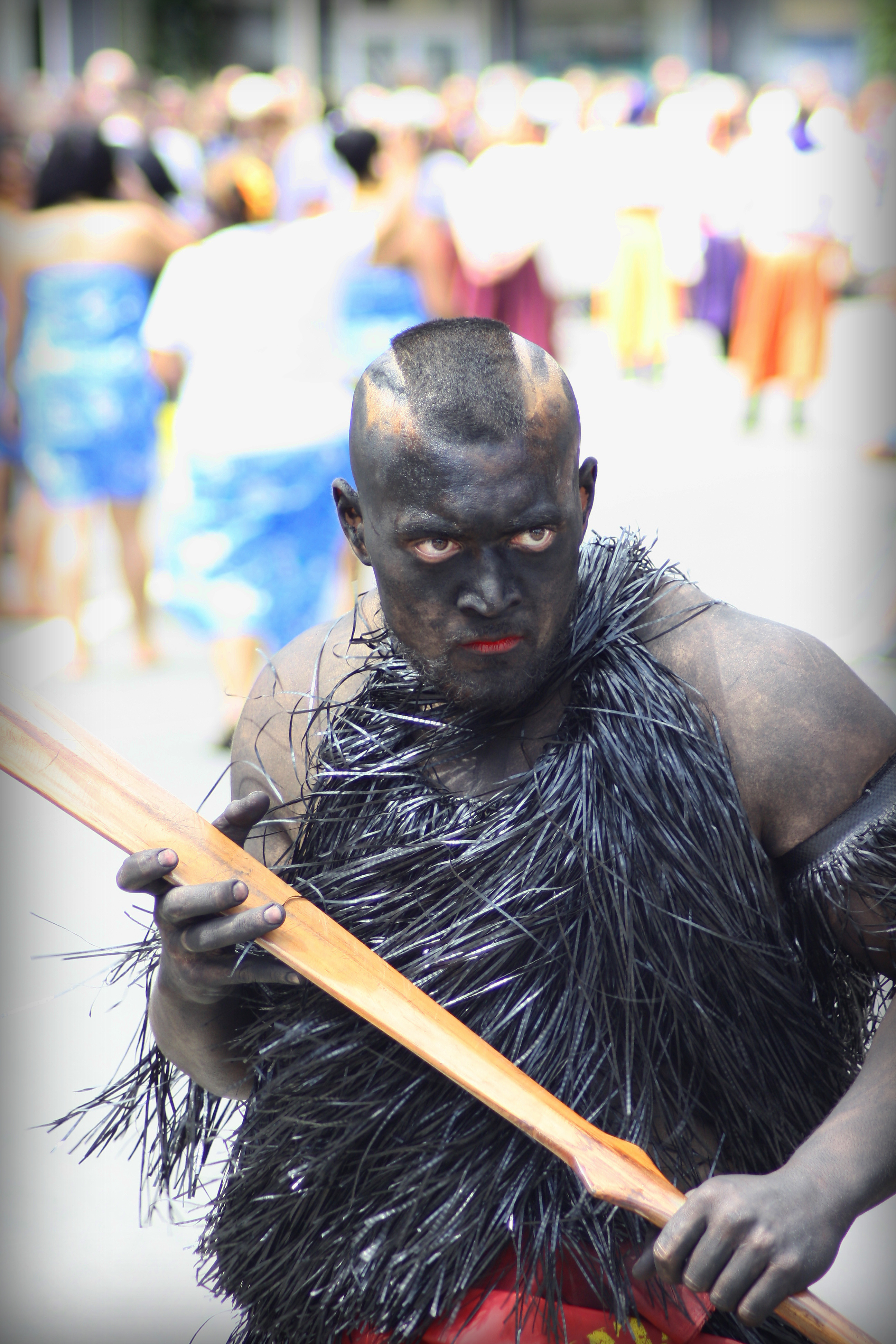
Parade Brunssum 2012
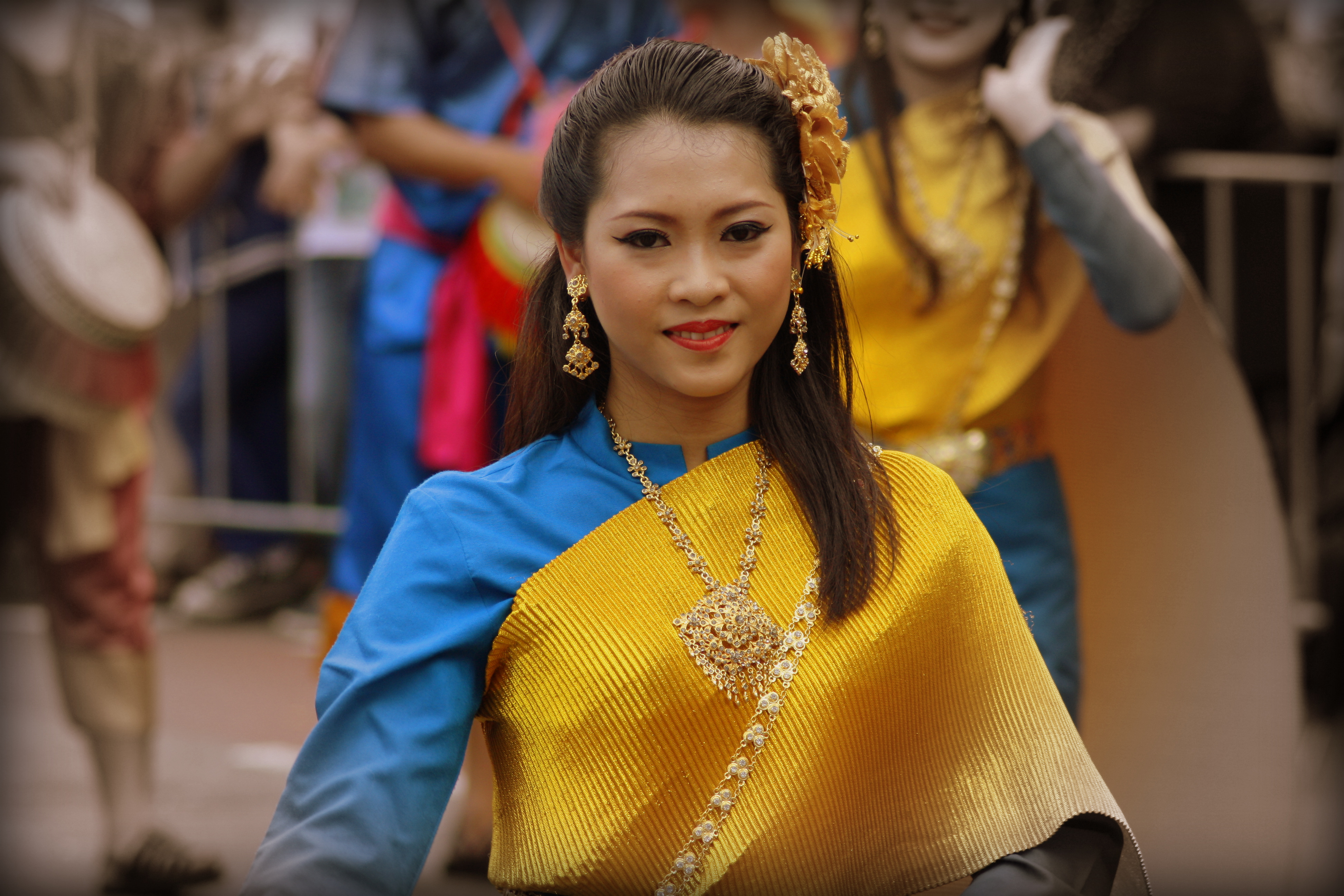
Parade Brunssum 2012
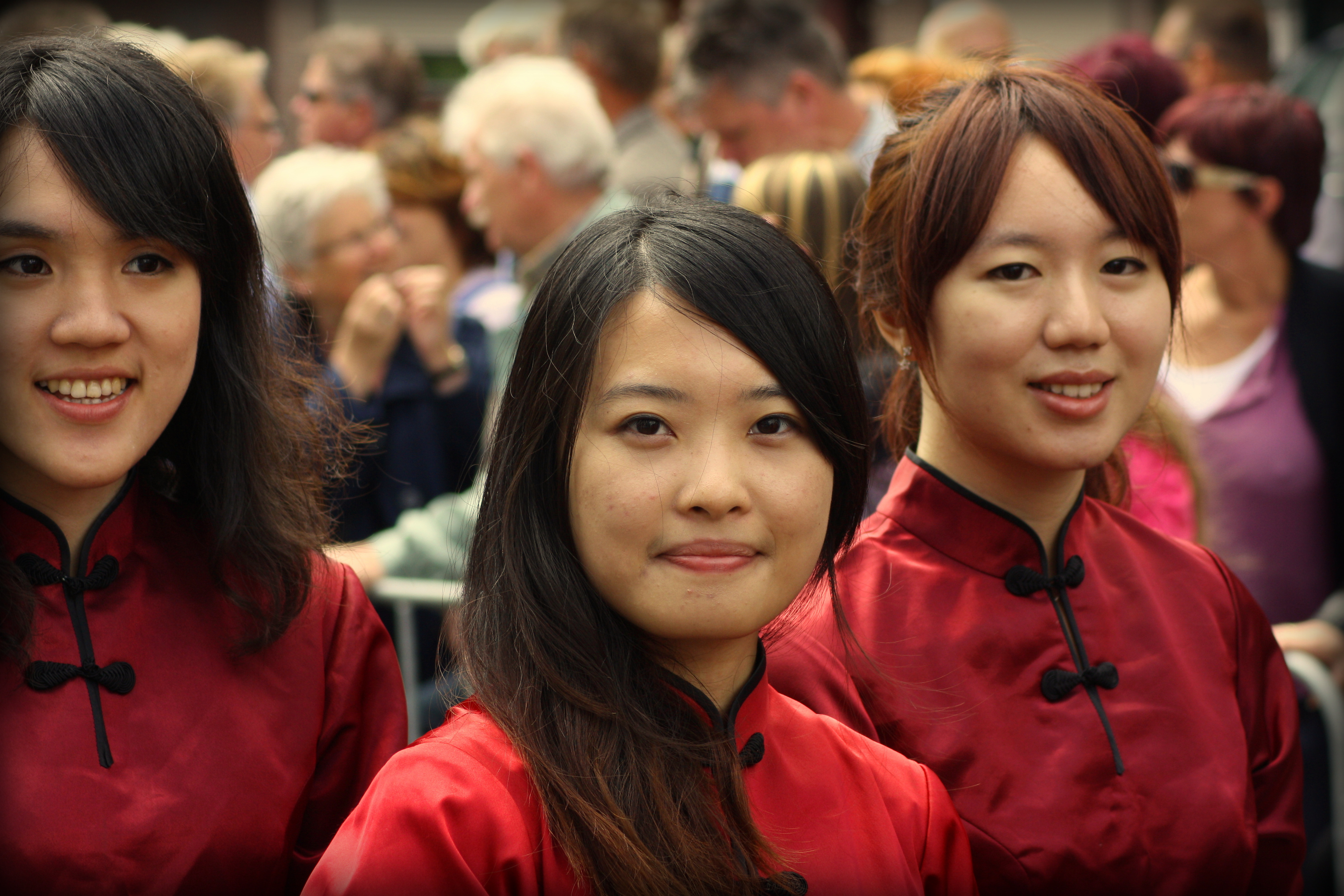
Parade Brunssum 2012
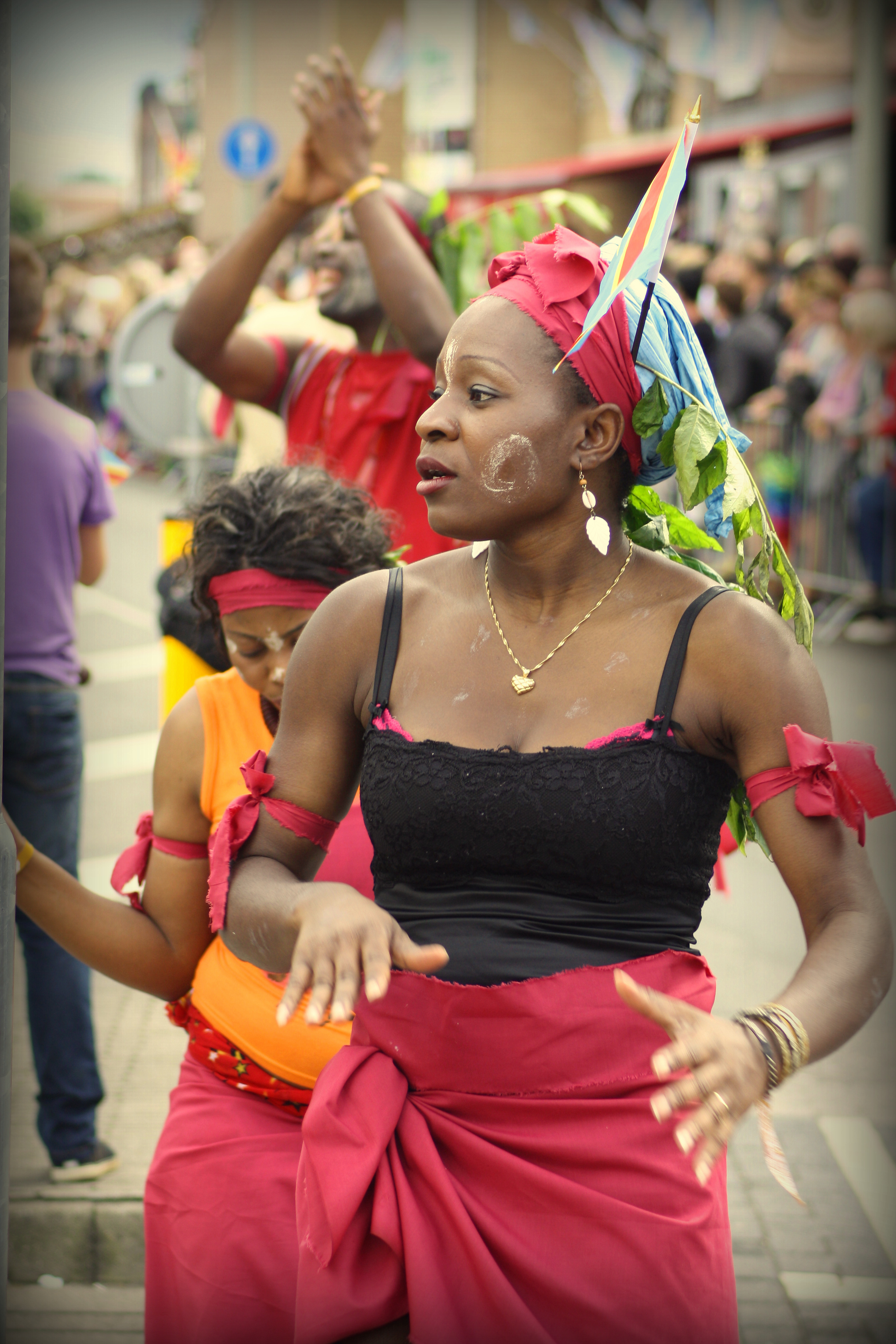
Parade Brunssum 2012
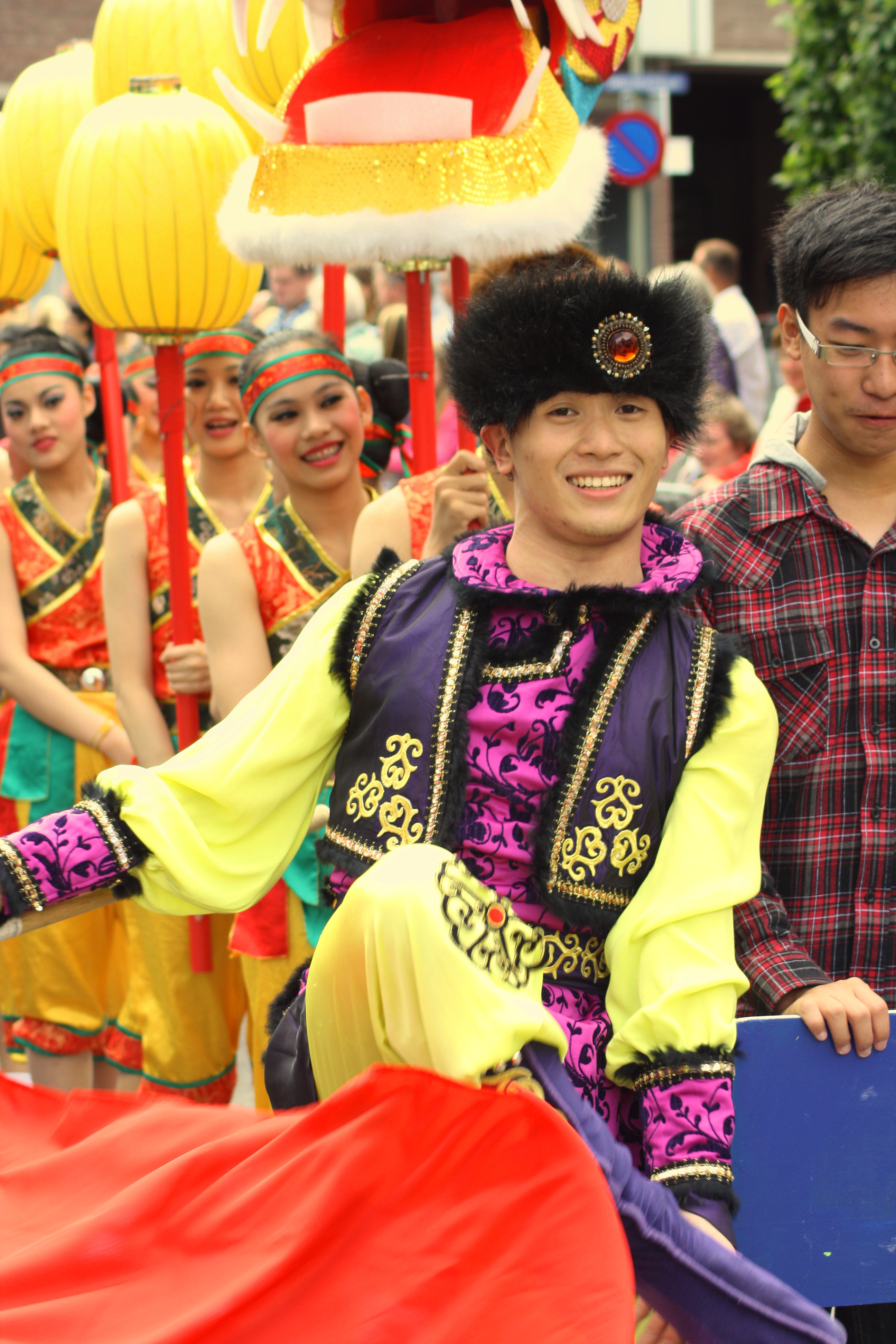
Parade Brunssum 2012
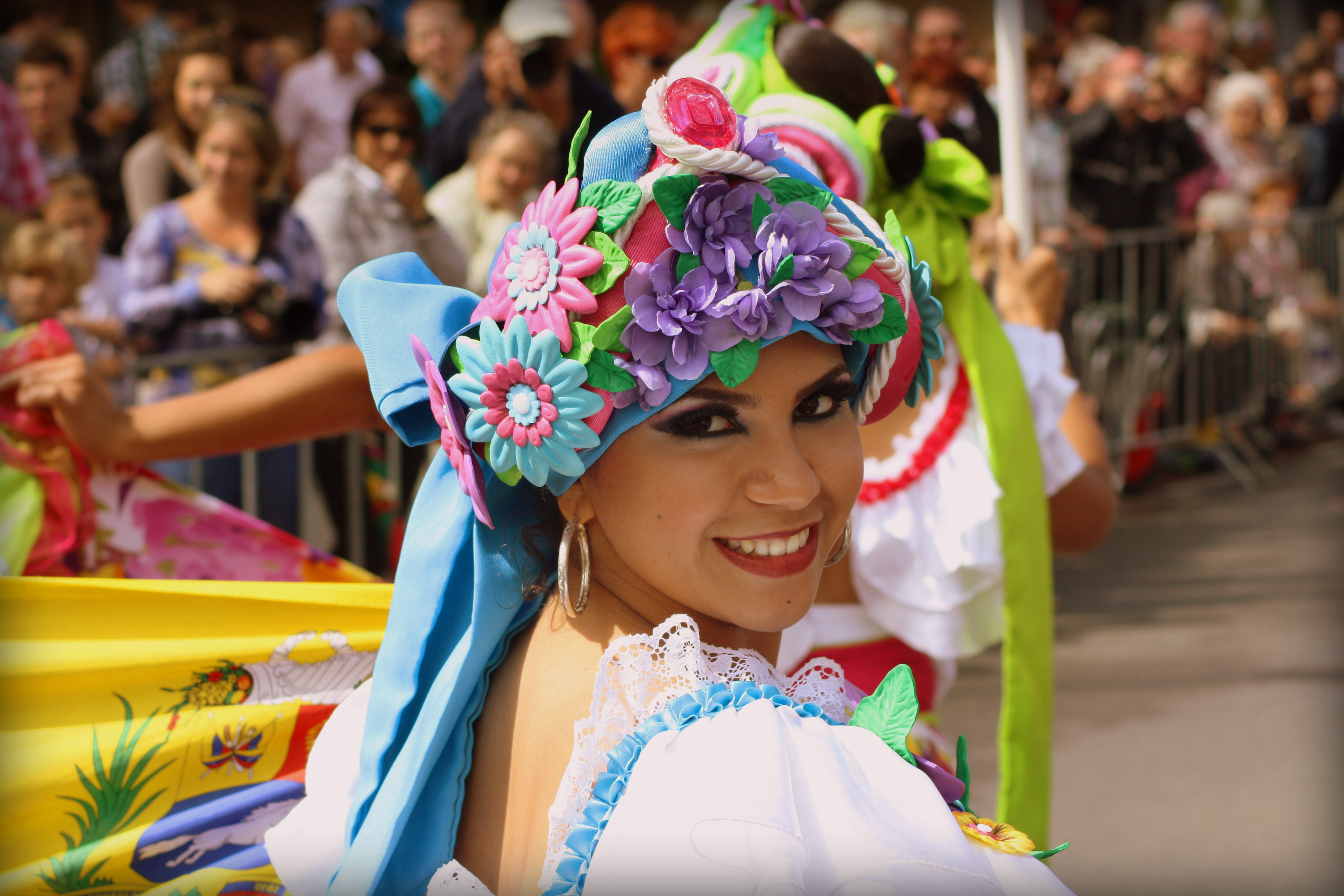
Parade Brunssum 2012
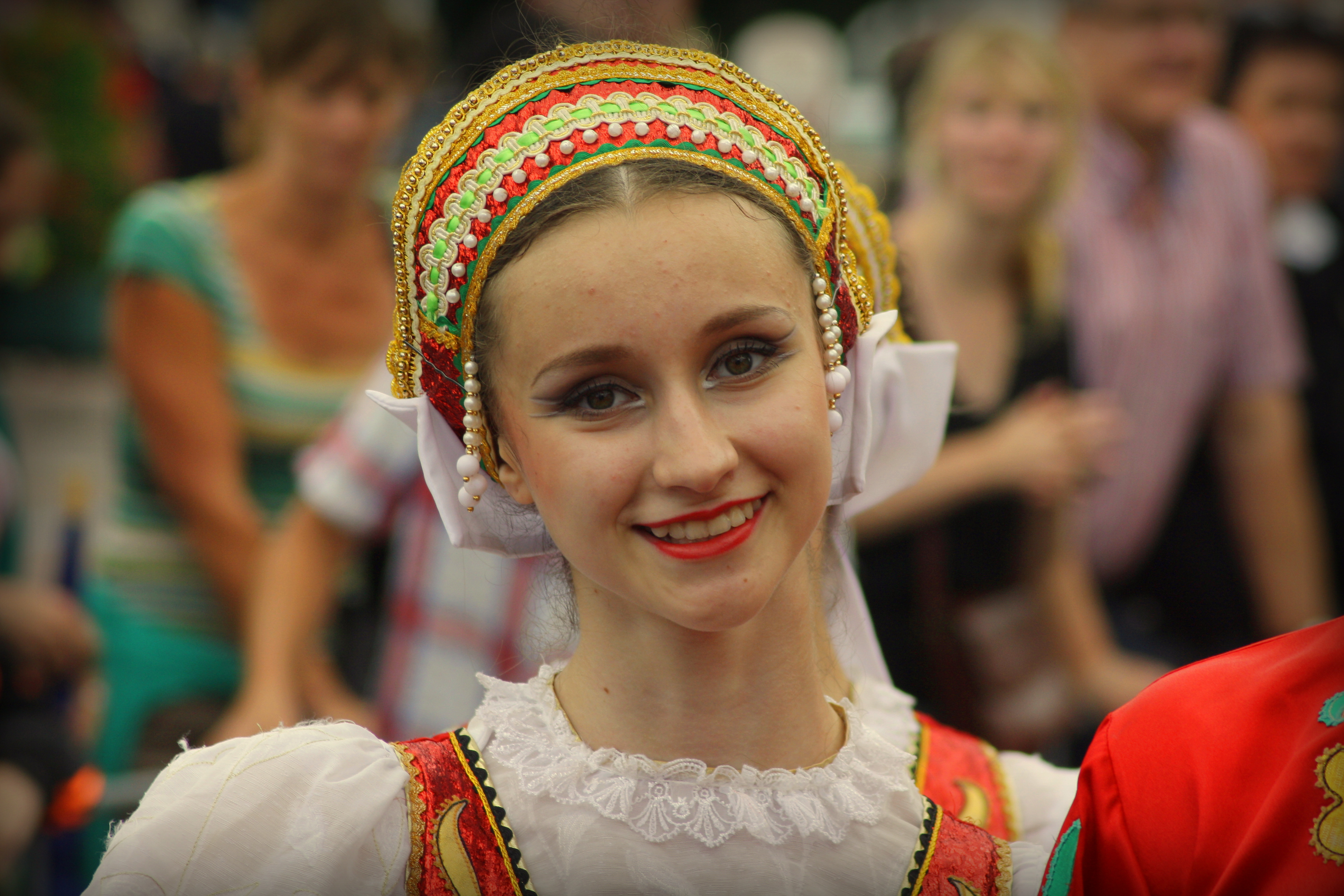
Parade Brunssum 2012

#### Kirmes und Oktoberfest
Im Frühjahr und im Herbst findet in Brunssum eine Kirmes statt. Seit dem Jahr 2004 gibt es auch ein Oktoberfest in Brunssum.

### Städtepartnerschaften
Mit den folgenden ausländischen Städten und Gemeinden kooperiert Brunssum in Form von Städtepartnerschaften:
- Alsdorf, Deutschland

## Persönlichkeiten

### Söhne und Töchter der Stadt
- Martin Linnartz (1929–2012), Maler; traurige Bekanntheit erlangte Linnartz, als eine Ausstellung seiner Werke 1974 in seiner Geburtsstadt Brunssum inklusive rund 50 Werken des Malers mit dem Ausstellungsgebäude in Flammen aufging.[21]
- Heinz Friesen (* 1934), Dirigent
- Patrick Dybiona (* 12. September 1963), Schwimmer
- Tim Heemskerk (* 1976), Radrennfahrer und -trainer
- Kevin Hofland (* 1979), Fußballer; Profi in der Eredivisie (Ehrendivision) und der Bundesliga
- Kevin Hellenbrand (* 14. Februar 1985), Mitglied der Musikband Ch!pz
- die Schwestern Kowalczyk (Toni, Betty und Marianne), welche später unter ihrem Bandnamen Pussycat berühmt wurden.
  - Toni Willé, eine der Sängerinnen von Pussycat, heute als Solokünstlerin unter ihrem Namen bekannt
- Lars van Sloun (* 1990), Eishockeyspieler
- Nadine Hanssen (* 1993), Fußballspielerin

### Persönlichkeiten, die in Brunssum gelebt oder gewirkt haben
- Frederik Karel Theodoor van Iterson, (* 12. März 1877 in Roermond; † 11. Dezember 1957 in ’s-Gravenhage), Direktor der staatlichen Bergwerksgesellschaft, der u. a. maßgeblich für den Aufbau der Übertageanlagen auf Staatsmijn Hendrik verantwortlich war und dabei einige der ersten wegweisenden Betonfördertürme im Bergbau konstruierte.[22]

## Galerie

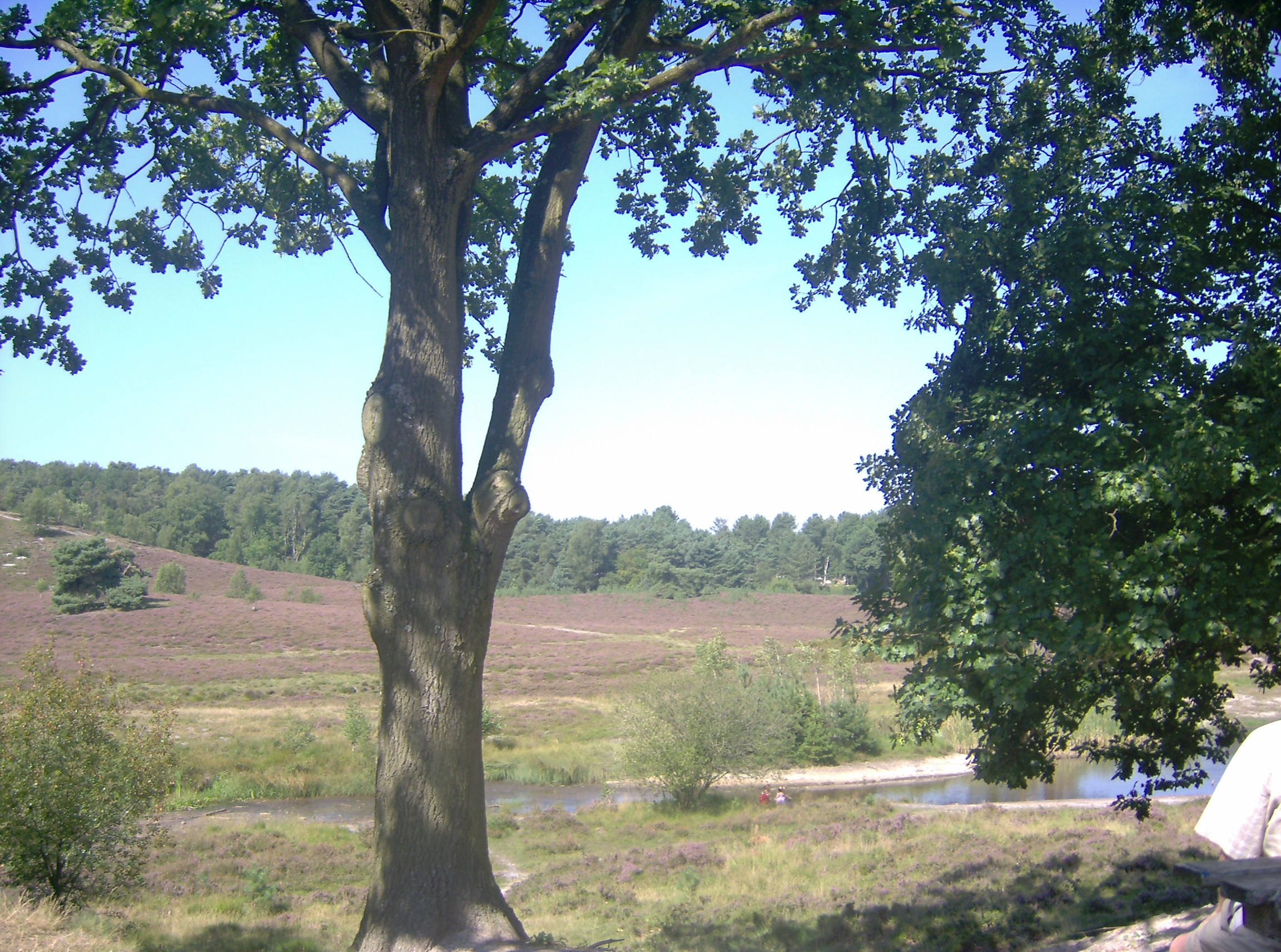
Blick in die Brunssummerheide
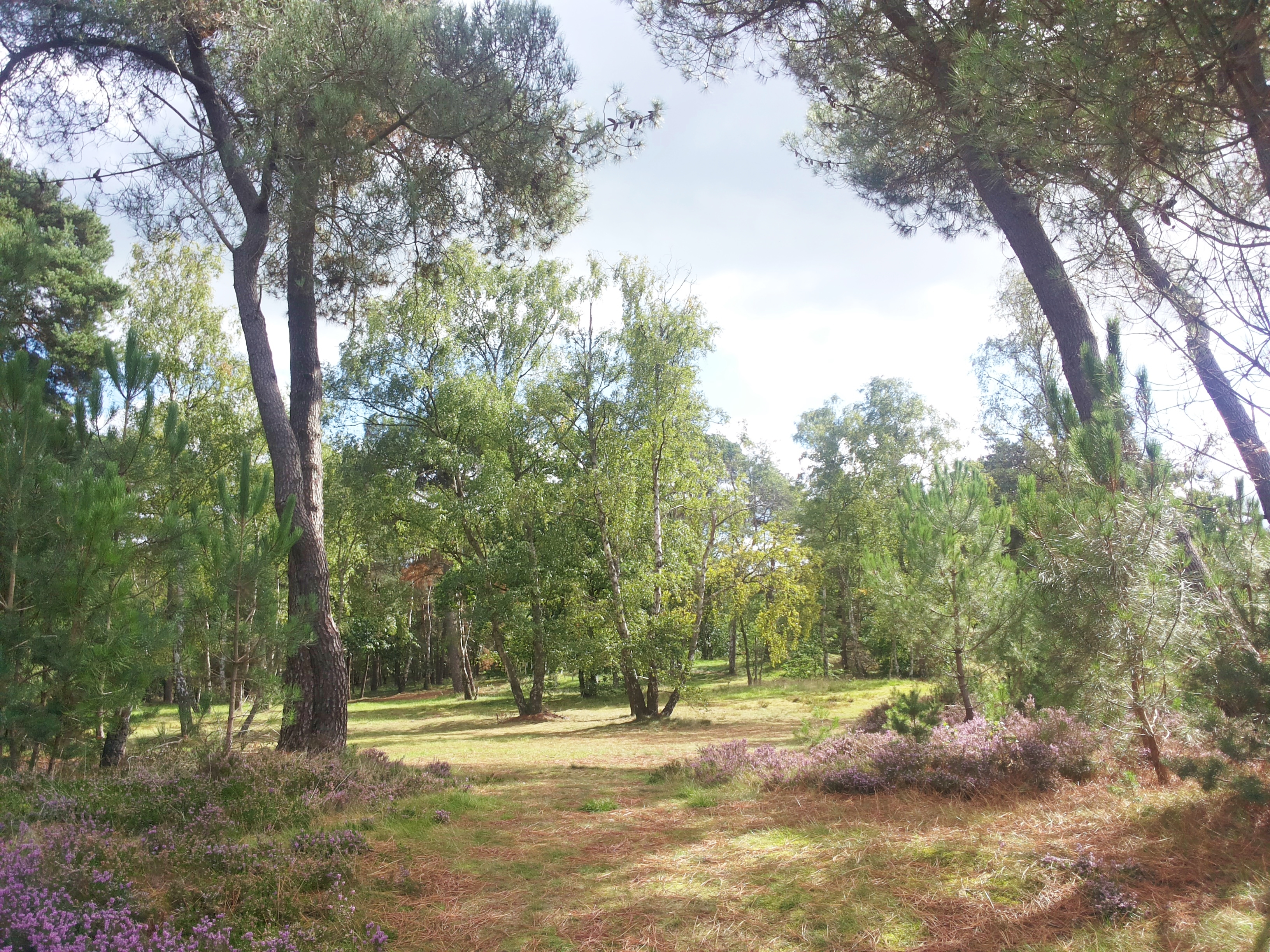
Brunssumerheide im September
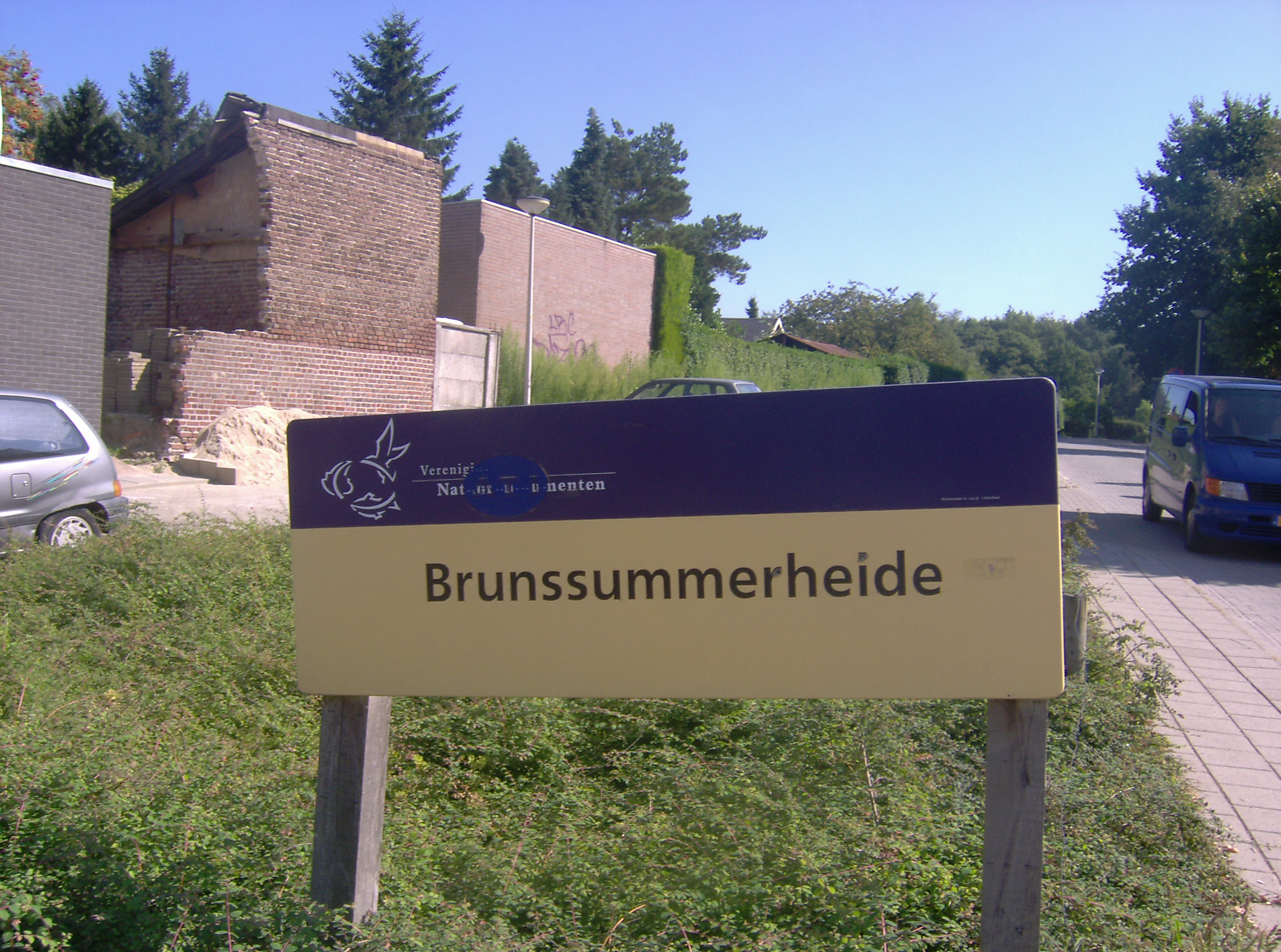
Einer der Zugänge in die Brunssummerheide im Süden Brunssums
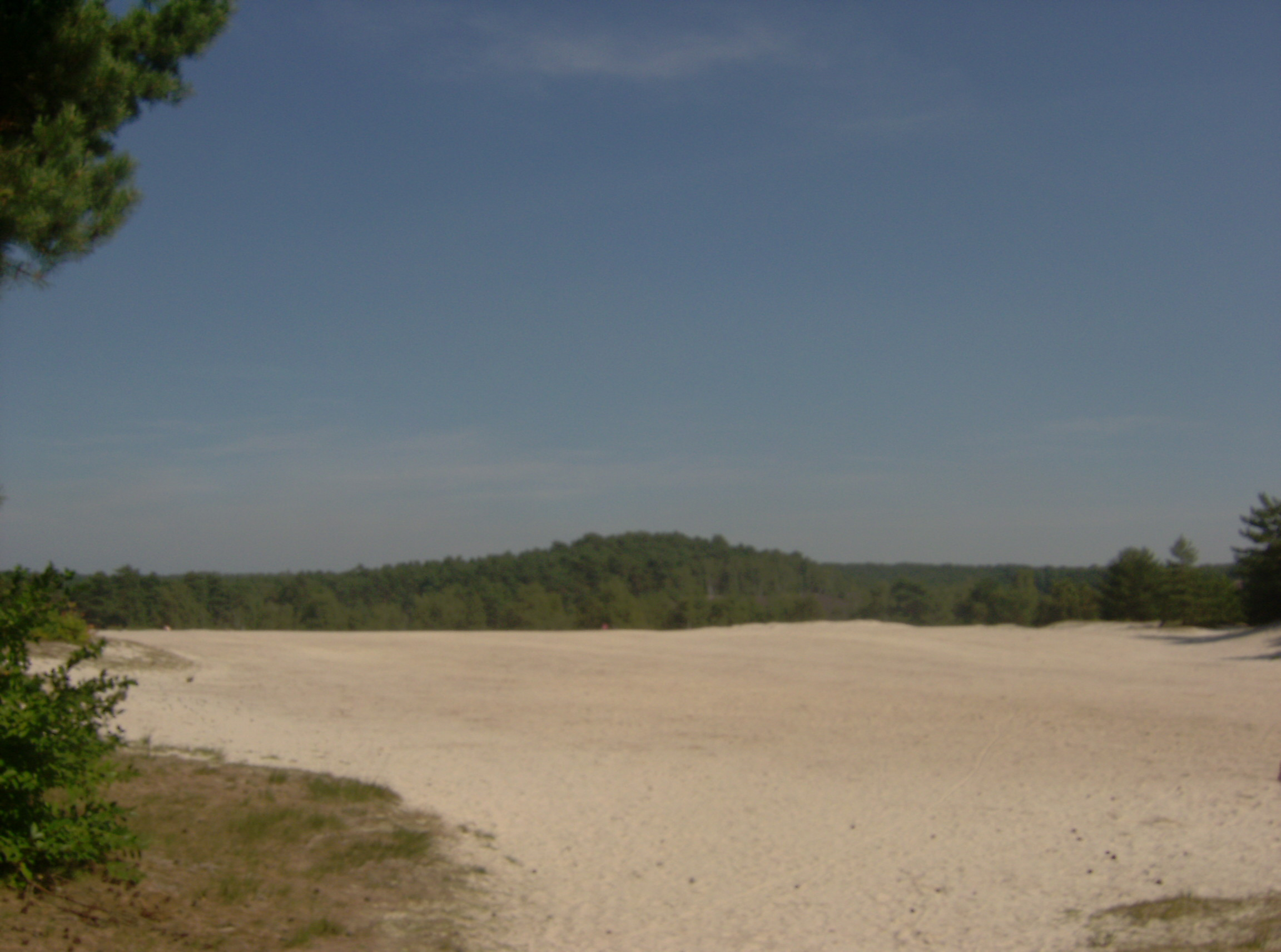
Sandfläche inmitten der Brunssummerheide
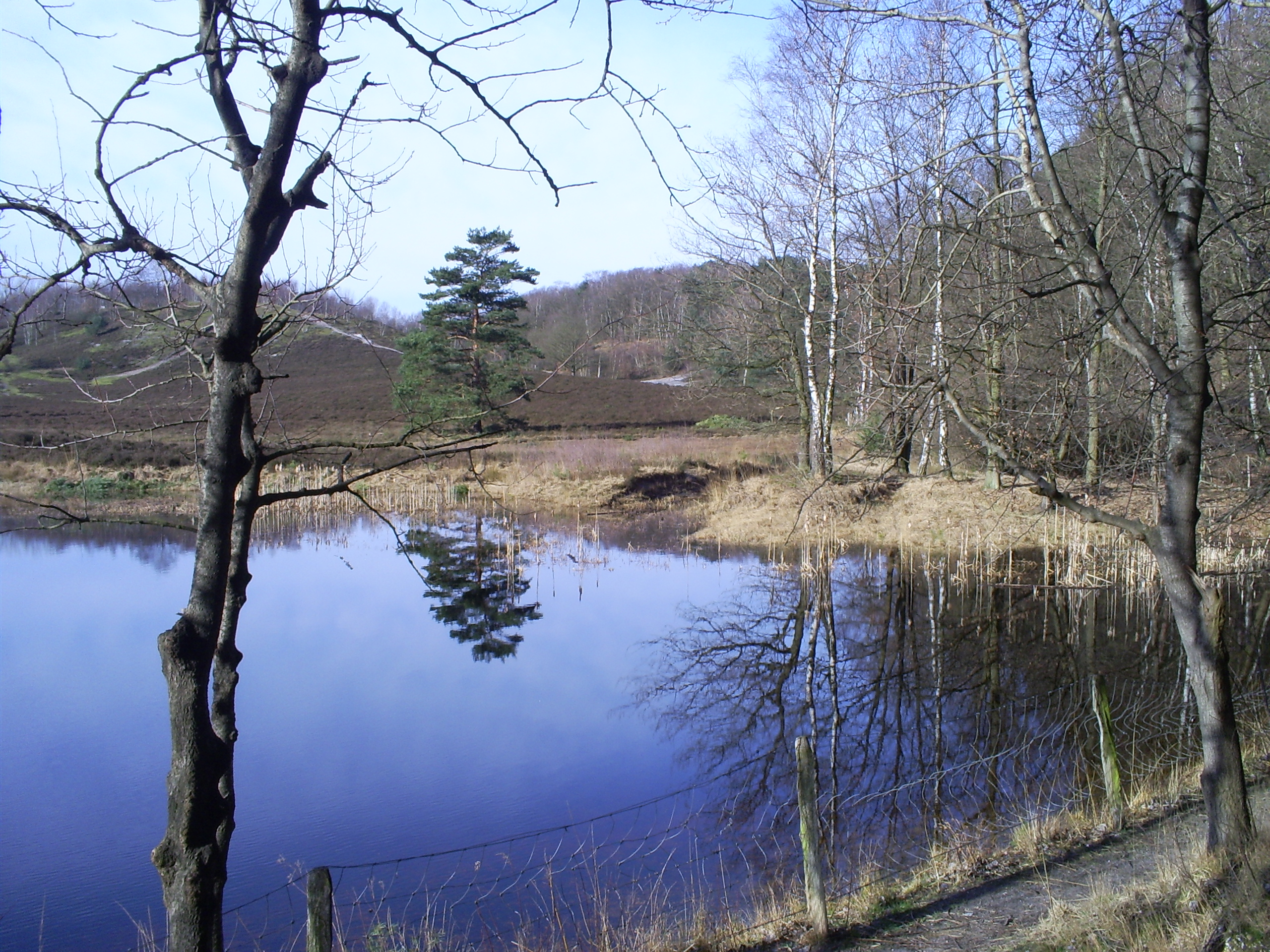
Moor- und Sumpfflächen in der Brunssummerheide
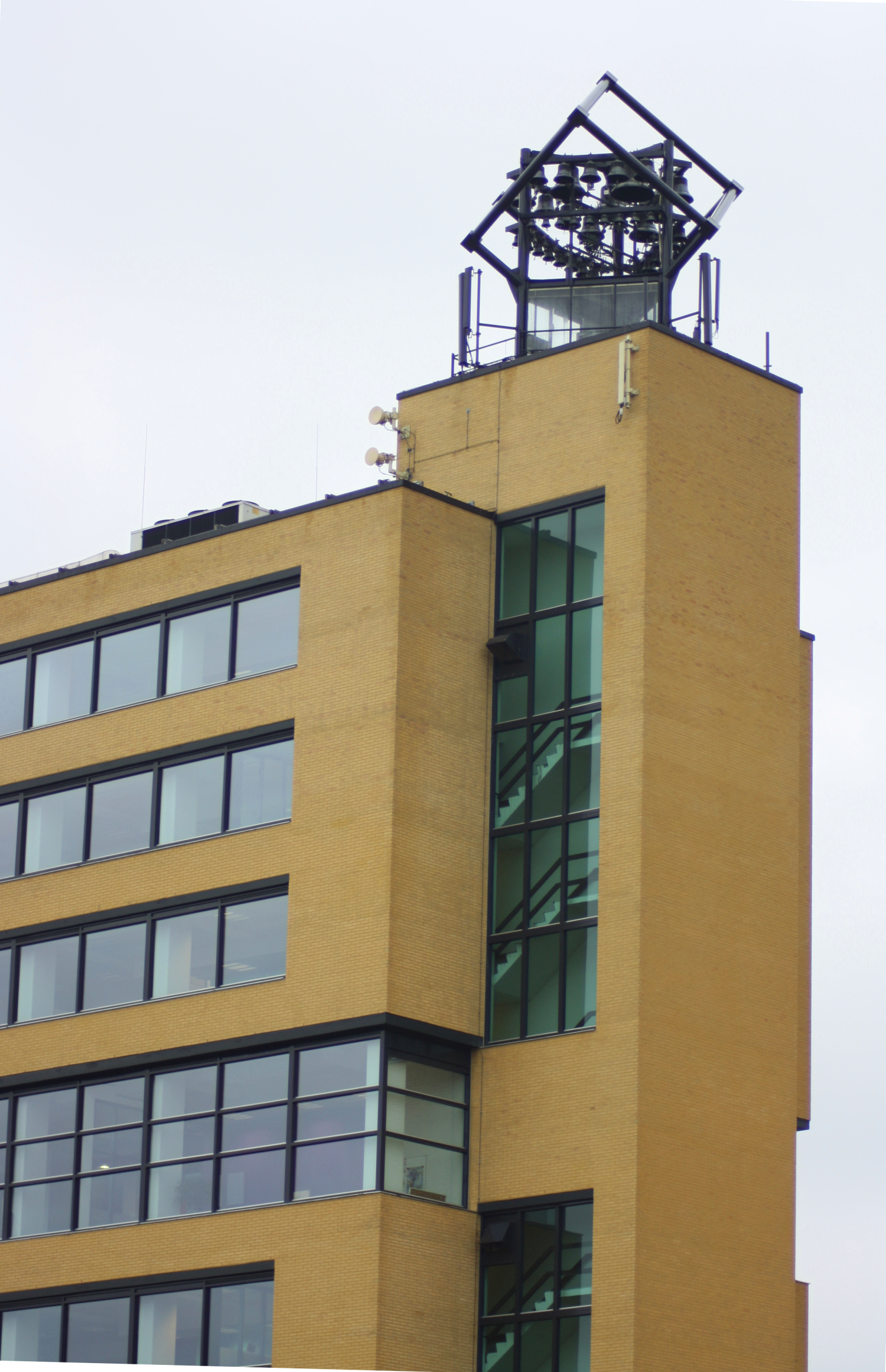
Das neue Rathaus der Gemeinde Brunssum